# Vertegenwoordiging van de Vlaamse regering in New York
Het Flanders House in New York huisvest de vertegenwoordiging van het Vlaams Gewest in de Verenigde Staten. Het werd geopend op 25 februari 2009 door Kris Peeters, minister-president van Vlaanderen. Het is een van de 115 vertegenwoordigingen die Vlaanderen als gewest in het buitenland heeft.

## Doelstelling
Deze vertegenwoordiging heeft tot taak de Vlaamse regio beter te laten kennen in de Verenigde Staten. Buiten de promotie van de Vlaamse cultuur, geschiedenis en toeristische mogelijkheden is het ook de bedoeling de Vlaamse politieke, economische en wetenschappelijke realiteit uit te dragen. Het is een aanspreekpunt voor alle activiteiten die Vlaanderen in de Verenigde Staten ontwikkelt.
Deze activiteiten verlopen in nauwe samenwerking en overleg met de Belgische diplomatieke diensten die België als federale staat in de Verenigde Staten vertegenwoordigen.

## Locatie
Flanders House is gevestigd op de 38e verdieping van de New York Times Building. De keuze is op New York gevallen omdat het de economische en culturele hoofdstad is van de Verenigde Staten en een trefpunt van internationaal talent. New York heeft bovendien een speciale band met de Lage Landen doordat in de 16e en de 17e eeuw tal van Vlamingen, Hollanders en Brabanders hun toevlucht zochten in deze stad, op zoek naar de vrijheid en tolerantie die vaak zoek was in hun geboorteland. Zij creëerden mee de basis van wat nu de machtigste economische macht is in de wereld.

## Activiteiten
Sinds zijn opening heeft Flanders House tal van evenementen ingericht of gepromoot. Zo zijn er onder meer de tentoonstellingen gewijd aan prominente Vlamingen, zoals kunstschilder Peter Paul Rubens (Peter Paul Rubens: Impressions of a Master) en de cartograaf Mercator (500 Years Mercator: the Global Pioneer). Ook andere onderwerpen worden behandeld, zoals de emigratie van Antwerpen naar Amerika met de Red Star Line. Antwerpse mode en het diamant kwamen dan weer aan bod tijdens de Vlaamse modeweek in februari 2010. Naar aanleiding van de Oscar-nominatie van de Vlaamse film Rundskop werd deze film exclusief getoond in Flanders House. Fotografie komt aan bod in de tentoonstelling ‘Woman at a street corner’, waar een twintigtal Vlaamse fotografen hun werk presenteren.